# 2021-es Formula–1 belga nagydíj
A belga nagydíj volt a 2021-es Formula–1 világbajnokság tizenkettedik futama, amelyet 2021. augusztus 27. és augusztus 29. között rendeztek meg a Circuit de Spa-Francorchamps versenypályán, Spában.

## Választható keverékek
| Abroncs              | Friss |
| -------------------- | ----- |
| Kemény keverék (C2)  |       |
| Közepes keverék (C3) |       |
| Lágy keverék (C4)    |       |
| Átmeneti esőgumi (I) |       |
| Teljes esőgumi (W)   |       |

## Szabadedzések

### Első szabadedzés
A belga nagydíj első szabadedzését augusztus 27-én, pénteken délelőtt tartották meg, magyar idő szerint 11:30-tól.
| helyezés | versenyző          | csapat/motor          | elért idő | különbség | futott kör |
| -------- | ------------------ | --------------------- | --------- | --------- | ---------- |
| 1        | Valtteri Bottas    | Mercedes              | 1:45,199  | –         | 18         |
| 2        | Max Verstappen     | Red Bull-Honda        | 1:45,363  | +0,164    | 14         |
| 3        | Pierre Gasly       | AlphaTauri-Honda      | 1:45,699  | +0,500    | 20         |
| 4        | Charles Leclerc    | Ferrari               | 1:45,818  | +0,619    | 19         |
| 5        | Carlos Sainz Jr.   | Ferrari               | 1:45,935  | +0,736    | 20         |
| 6        | Sergio Pérez       | Red Bull-Honda        | 1:46,127  | +0,928    | 17         |
| 7        | Sebastian Vettel   | Aston Martin-Mercedes | 1:46,177  | +0,978    | 19         |
| 8        | Lando Norris       | McLaren-Mercedes      | 1:46,336  | +1,137    | 17         |
| 9        | Esteban Ocon       | Alpine-Renault        | 1:46,497  | +1,298    | 16         |
| 10       | Fernando Alonso    | Alpine-Renault        | 1:46,612  | +1,413    | 16         |
| 11       | Lance Stroll       | Aston Martin-Mercedes | 1:46,649  | +1,450    | 19         |
| 12       | Daniel Ricciardo   | McLaren-Mercedes      | 1:46,683  | +1,484    | 20         |
| 13       | Antonio Giovinazzi | Alfa Romeo-Ferrari    | 1:46,755  | +1,556    | 17         |
| 14       | George Russell     | Williams-Mercedes     | 1:46,772  | +1,573    | 19         |
| 15       | Cunoda Júki        | AlphaTauri-Honda      | 1:46,928  | +1,729    | 19         |
| 16       | Nicholas Latifi    | Williams-Mercedes     | 1:47,101  | +1,902    | 20         |
| 17       | Kimi Räikkönen     | Alfa Romeo-Ferrari    | 1:48,125  | +2,926    | 15         |
| 18       | Lewis Hamilton     | Mercedes              | 1:48,224  | +3,025    | 17         |
| 19       | Nyikita Mazepin    | Haas-Ferrari          | 1:48,705  | +3,506    | 16         |
| 20       | Mick Schumacher    | Haas-Ferrari          | 1:49,059  | +3,860    | 15         |

### Második szabadedzés
A belga nagydíj második szabadedzését augusztus 27-én, pénteken délután tartották meg, magyar idő szerint 15:00-tól.
| helyezés | versenyző          | csapat/motor          | elért idő | különbség | futott kör |
| -------- | ------------------ | --------------------- | --------- | --------- | ---------- |
| 1        | Max Verstappen     | Red Bull-Honda        | 1:44,472  | –         | 12         |
| 2        | Valtteri Bottas    | Mercedes              | 1:44,513  | +0,041    | 14         |
| 3        | Lewis Hamilton     | Mercedes              | 1:44,544  | +0,072    | 13         |
| 4        | Fernando Alonso    | Alpine-Renault        | 1:44,953  | +0,481    | 15         |
| 5        | Pierre Gasly       | AlphaTauri-Honda      | 1:44,965  | +0,493    | 17         |
| 6        | Lance Stroll       | Aston Martin-Mercedes | 1:45,180  | +0,708    | 14         |
| 7        | Esteban Ocon       | Alpine-Renault        | 1:45,302  | +0,830    | 15         |
| 8        | Sebastian Vettel   | Aston Martin-Mercedes | 1:45,336  | +0,864    | 16         |
| 9        | Lando Norris       | McLaren-Mercedes      | 1:45,386  | +0,918    | 18         |
| 10       | Sergio Pérez       | Red Bull-Honda        | 1:45,404  | +0,932    | 13         |
| 11       | Carlos Sainz Jr.   | Ferrari               | 1:45,517  | +1,045    | 14         |
| 12       | Cunoda Júki        | AlphaTauri-Honda      | 1:45,758  | +1,286    | 17         |
| 13       | Antonio Giovinazzi | Alfa Romeo-Ferrari    | 1:45,789  | +1,317    | 16         |
| 14       | Kimi Räikkönen     | Alfa Romeo-Ferrari    | 1:45,967  | +1,495    | 18         |
| 15       | Daniel Ricciardo   | McLaren-Mercedes      | 1:46,118  | +1,646    | 14         |
| 16       | Nicholas Latifi    | Williams-Mercedes     | 1:46,198  | +1,726    | 17         |
| 17       | George Russell     | Williams-Mercedes     | 1:46,665  | +2,193    | 14         |
| 18       | Charles Leclerc    | Ferrari               | 1:46,836  | +2,364    | 13         |
| 19       | Nyikita Mazepin    | Haas-Ferrari          | 1:47,335  | +2,863    | 14         |
| 20       | Mick Schumacher    | Haas-Ferrari          | 1:47,529  | +3,057    | 15         |

### Harmadik szabadedzés
A belga nagydíj harmadik szabadedzését augusztus 28-án, szombaton délben tartották meg, magyar idő szerint 12:00-tól.
| helyezés | versenyző          | csapat/motor          | elért idő | különbség | futott kör |
| -------- | ------------------ | --------------------- | --------- | --------- | ---------- |
| 1        | Max Verstappen     | Red Bull-Honda        | 1:56,924  |           | 10         |
| 2        | Sergio Pérez       | Red Bull-Honda        | 1:57,871  | +0,947    | 7          |
| 3        | Lewis Hamilton     | Mercedes              | 1:57,996  | +1,072    | 9          |
| 4        | Lando Norris       | McLaren-Mercedes      | 1:58,509  | +1,585    | 11         |
| 5        | Esteban Ocon       | Alpine-Renault        | 1:58,913  | +1,989    | 15         |
| 6        | Lance Stroll       | Aston Martin-Mercedes | 1:59,205  | +2,281    | 16         |
| 7        | Pierre Gasly       | AlphaTauri-Honda      | 1:59,324  | +2,400    | 14         |
| 8        | Sebastian Vettel   | Aston Martin-Mercedes | 1:59,436  | +2,512    | 15         |
| 9        | George Russell     | Williams-Mercedes     | 1:59,492  | +2,568    | 9          |
| 10       | Fernando Alonso    | Alpine-Renault        | 1:59,613  | +2,689    | 16         |
| 11       | Valtteri Bottas    | Mercedes              | 1:59,808  | +2,884    | 14         |
| 12       | Nicholas Latifi    | Williams-Mercedes     | 1:59,981  | +3,057    | 11         |
| 13       | Daniel Ricciardo   | McLaren-Mercedes      | 2:00,456  | +3,532    | 13         |
| 14       | Carlos Sainz Jr.   | Ferrari               | 2:00,749  | +3,825    | 17         |
| 15       | Mick Schumacher    | Haas-Ferrari          | 2:01,269  | +4,345    | 18         |
| 16       | Charles Leclerc    | Ferrari               | 2:01,370  | +4,446    | 14         |
| 17       | Cunoda Júki        | AlphaTauri-Honda      | 2:01,510  | +4,586    | 20         |
| 18       | Antonio Giovinazzi | Alfa Romeo-Ferrari    | 2:01,512  | +4,588    | 20         |
| 19       | Nyikita Mazepin    | Haas-Ferrari          | 2:01,792  | +4,868    | 19         |
| 20       | Kimi Räikkönen     | Alfa Romeo-Ferrari    | 2:04,382  | +7,458    | 3          |

## Időmérő edzés
A belga nagydíj időmérő edzését augusztus 28-án, szombaton délután tartották meg, magyar idő szerint 15:00-tól.
| helyezés              | rajtszám | versenyző          | csapat/motor          | 1. rész  | 2. rész  | 3. rész    | rajthely   | futott kör |
| --------------------- | -------- | ------------------ | --------------------- | -------- | -------- | ---------- | ---------- | ---------- |
| 1                     | 33       | Max Verstappen     | Red Bull-Honda        | 1:58,717 | 1:56,559 | 1:59,765   | 1          | 20         |
| 2                     | 63       | George Russell     | Williams-Mercedes     | 1:59,864 | 1:56,950 | 2:00,086   | 2          | 24         |
| 3                     | 44       | Lewis Hamilton     | Mercedes              | 1:59,218 | 1:56,229 | 2:00,099   | 3          | 20         |
| 4                     | 3        | Daniel Ricciardo   | McLaren-Mercedes      | 2:01,583 | 1:57,127 | 2:00,864   | 4          | 20         |
| 5                     | 5        | Sebastian Vettel   | Aston Martin-Mercedes | 2:00,175 | 1:56,814 | 2:00,935   | 5          | 23         |
| 6                     | 10       | Pierre Gasly       | AlphaTauri-Honda      | 2:00,387 | 1:56,440 | 2:01,164   | 6          | 23         |
| 7                     | 11       | Sergio Pérez       | Red Bull-Honda        | 1:59,334 | 1:56,886 | 2:02,112   | 7.         | 22.        |
| 8                     | 77       | Valtteri Bottas    | Mercedes              | 1:59,870 | 1:56,295 | 2:02,502   | 13[b]      | 22         |
| 9                     | 31       | Esteban Ocon       | Alpine-Renault        | 2:01,824 | 1:57,354 | 2:03,513   | 8          | 23         |
| 10                    | 4        | Lando Norris       | McLaren-Mercedes      | 1:58,301 | 1:56,025 | idő nélkül | 15[c]      | 19         |
| 11                    | 16       | Charles Leclerc    | Ferrari               | 2:00,728 | 1:57,721 |            | 9          | 16         |
| 12                    | 6        | Nicholas Latifi    | Williams-Mercedes     | 2:00,966 | 1:58,056 |            | 10         | 17         |
| 13                    | 55       | Carlos Sainz Jr.   | Ferrari               | 2:01,184 | 1:58,137 |            | 11         | 15         |
| 14                    | 14       | Fernando Alonso    | Alpine-Renault        | 2:01,653 | 1:58,205 |            | 12         | 16         |
| 15                    | 18       | Lance Stroll       | Aston Martin-Mercedes | 2:01,597 | 1:58,231 |            | 19[b]      | 16         |
| 16                    | 99       | Antonio Giovinazzi | Alfa Romeo-Ferrari    | 2:02,306 |          |            | 14         | 9          |
| 17                    | 22       | Cunoda Júki        | AlphaTauri-Honda      | 2:02,413 |          |            | 16         | 9          |
| 18                    | 47       | Mick Schumacher    | Haas-Ferrari          | 2:03,973 |          |            | 17         | 9          |
| 19                    | 7        | Kimi Räikkönen     | Alfa Romeo-Ferrari    | 2:04,452 |          |            | Boxutca[d] | 9          |
| 20                    | 9        | Nyikita Mazepin    | Haas-Ferrari          | 2:04.939 |          |            | 18         | 8          |
| 107%-os idő: 2:06,582 |          |                    |                       |          |          |            |            |            |

## Futam
A belga nagydíj futama augusztus 29-én, vasárnap rajtolt volna el, magyar idő szerint 15:00-kor. Az eső miatt elhalasztották a versenyt, egészen 18 óra 17 percig. A történtek miatt 1 órás versenyt rendeztek volna, a  Formula E-hez hasonlóan, azonban a biztonsági autó mögött megtett 2 kör után újra félbeszakították a versenyt, majd később nem indították újra.
| helyezés | rajtszám | versenyző          | csapat/motor          | futott kör | idő/kiesés oka | rajthely | pont[e] |
| -------- | -------- | ------------------ | --------------------- | ---------- | -------------- | -------- | ------- |
| 1        | 33       | Max Verstappen     | Red Bull-Honda        | 1          | 0:03:27,071    | 1        | 12,5    |
| 2        | 63       | George Russell     | Williams-Mercedes     | 1          | +1,995         | 2        | 9       |
| 3        | 44       | Lewis Hamilton     | Mercedes              | 1          | +2,601         | 3        | 7,5     |
| 4        | 3        | Daniel Ricciardo   | McLaren-Mercedes      | 1          | +4,496         | 4        | 6       |
| 5        | 5        | Sebastian Vettel   | Aston Martin-Mercedes | 1          | +7,479         | 5        | 5       |
| 6        | 10       | Pierre Gasly       | AlphaTauri-Honda      | 1          | +10,177        | 6        | 4       |
| 7        | 31       | Esteban Ocon       | Alpine-Renault        | 1          | +11,579        | 8        | 3       |
| 8        | 16       | Charles Leclerc    | Ferrari               | 1          | +12,608        | 9        | 2       |
| 9        | 6        | Nicholas Latifi    | Williams-Mercedes     | 1          | +15,484        | 10       | 1       |
| 10       | 55       | Carlos Sainz Jr.   | Ferrari               | 1          | +16,166        | 11       | 0,5     |
| 11       | 14       | Fernando Alonso    | Alpine-Renault        | 1          | +20,590        | 12       |         |
| 12       | 77       | Valtteri Bottas    | Mercedes              | 1          | +22,414        | 13       |         |
| 13       | 99       | Antonio Giovinazzi | Alfa Romeo-Ferrari    | 1          | +24,163        | 14       |         |
| 14       | 4        | Lando Norris       | McLaren-Mercedes      | 1          | +27,109        | 15       |         |
| 15       | 22       | Cunoda Júki        | AlphaTauri-Honda      | 1          | +28,329        | 16       |         |
| 16       | 47       | Mick Schumacher    | Haas-Ferrari          | 1          | +29,507        | 17       |         |
| 17       | 9        | Nyikita Mazepin    | Haas-Ferrari          | 1          | +31,993        | 18       |         |
| 18       | 7        | Kimi Räikkönen     | Alfa Romeo-Ferrari    | 1          | +36,054        | Boxutca  |         |
| 19       | 11       | Sergio Pérez       | Red Bull-Honda        | 1          | +38,205        | –[f]     |         |
| 20       | 18       | Lance Stroll       | Aston Martin-Mercedes | 1          | +44,108[g]     | 19       |         |

## A világbajnokság állása a verseny után
| H   | Versenyzők       | Pont  | H   | Konstruktőrök         | Pont  |
| --- | ---------------- | ----- | --- | --------------------- | ----- |
| 1.  | Lewis Hamilton   | 202,5 | 1.  | Mercedes              | 310,5 |
| 2.  | Max Verstappen   | 199,5 | 2.  | Red Bull-Honda        | 303,5 |
| 3.  | Lando Norris     | 113   | 3.  | McLaren-Mercedes      | 169   |
| 4.  | Valtteri Bottas  | 108   | 4.  | Ferrari               | 165,5 |
| 5.  | Sergio Pérez     | 104   | 5.  | Alpine-Renault        | 80    |
| 6.  | Carlos Sainz Jr. | 83,5  | 6.  | AlphaTauri-Honda      | 72    |
| 7.  | Charles Leclerc  | 82    | 7.  | Aston Martin-Mercedes | 53    |
| 8.  | Daniel Ricciardo | 56    | 8.  | Williams-Mercedes     | 20    |
| 9.  | Pierre Gasly     | 54    | 9.  | Alfa Romeo-Ferrari    | 3     |
| 10. | Esteban Ocon     | 42    | 10. | Haas-Ferrari          | 0     |

(A teljes táblázat)

## Statisztikák
- Max Verstappen 9. pole-pozíciója és 16. futamgyőzelme.
- A Red Bull Racing 71. futamgyőzelme.
- Max Verstappen 51., George Russell 1., és Lewis Hamilton 174. dobogós helyezése.
- A 2021-es belga nagydíj lett a sport történelmének legrövidebb versenye a maga 14 kilométeres távjával, megelőzve ezzel az 1991-es ausztrál nagydíjat, amelyet 16 kör (53 km) után szakítottak meg.[3]
- Daniel Ricciardo 200., Lando Norris és George Russell 50. Formula–1-es versenye.[4]